# سورين لربي

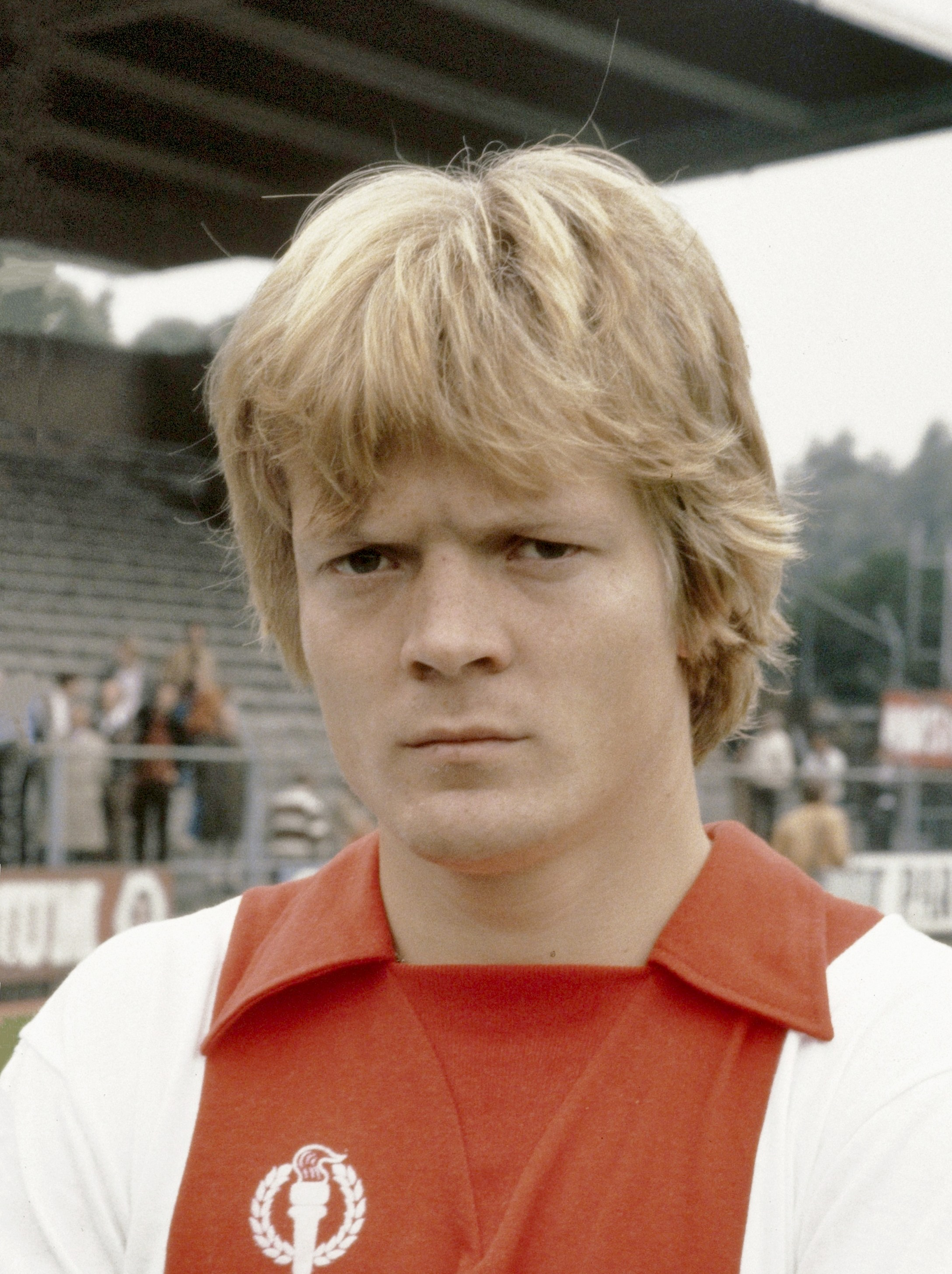
سورين لربي

سورين لربي (بالدنماركية: Søren Lerby)‏ (بالدنماركية: Søren Lerby)، من مواليد 1 فبراير 1958 في كوبنهاغن في الدنمارك، لاعب كرة قدم دنماركي سابق، ومدرب كرة قدم سابق.
بدأ مسيرته الكروية مع نادي أياكس أمستردام الهولندي في عام 1975، ولعب معهم حتى عام 1983، وفي عام 1983 انتقل إلى نادي برشلونة الإسباني، ولعب معهم حتى عام 1986، وشارك معهم في 89 مباراة وسجل 22 هدف، وفي موسم 1986/1987 انتقل إلى نادي موناكو الفرنسي، وفي عام 1987 انتقل إلى نادي بي أس في آيندهوفن الهولندي، حيث لعب معهم حتى عام 1989 واعتزل كرة القدم في نفس العام.
و قد لعب مع منتخب الدنمارك لكرة القدم بين عامي 1978 و1989، وقد شارك في تلك الفترة في 67 مباراة وسجل 10 أهداف.
و قد درب نادي بايرن ميونخ في موسم 1991/1992.

## مسيرته الكروية
لعب سورين لربي خلال مسيرته الاحترافية مع 5 أندية في ستة عشر موسمًا وسجل خلالها 110 هدف ضمن 416 مباراة. حيث فاز في سبعة مواسم بالكأس وفي تسعة مواسم بالدوري.
خاض سورين لربي مسيرته مع نادي فريماد أماغر ما بين عامي 1975 و1976 لمدة موسم واحد، مشاركًا في 13 مباراة سجل خلالها 3 أهداف. ثم انتقل إلى نادي أياكس أمستردام في موسم 1975–76 ليلعب معه ثمانية مواسم، حيث شارك في 206 مباراة سجل خلالها 66 هدفًا. لينتقل بعدها إلى نادي بايرن ميونخ في موسم 1983–84 واستمر معه طيلة ثلاثة مواسم، مشاركًا في 89 مباراة سجل خلالها 22 هدفًا. ثم انتقل إلى نادي موناكو في موسم 1986–87 لمدة موسم واحد، مشاركًا في 27 مباراة سجل خلالها 3 أهداف. هذا وانتقل لاحقًا إلى نادي آيندهوفن في موسم 1987–88 واستمر معه طيلة ثلاثة مواسم، مشاركًا في 81 مباراة سجل خلالها 16 هدفًا.

## روابط خارجية
- سورين لربي على موقع الاتحاد الدولي (مؤرشف)  (الإنجليزية)
- سورين لربي على موقع الاتحاد الأوربي (الإنجليزية)
- سورين لربي على موقع قاعدة بيانات كرة القدم.إي يو (الإنجليزية)
- سورين لربي على موقع بيانات كرة القدم. دي إي (الألمانية)
- سورين لربي على موقع ليكيب (الفرنسية)
- سورين لربي على موقع ناشيونال فوتبول تيمز (الإنجليزية)
- سورين لربي على موقع عالم كرة القدم.نت (الإنجليزية)